# Pilotrichum patagonicum
Pilotrichum patagonicum là một loài rêu trong họ Pilotrichaceae. Loài này được (Brid.) P. Beauv. mô tả khoa học đầu tiên năm 1805.